# ۶۳۰ (خورشیدی)
۶۳۰ ششصد و سیمین سال هجری خورشیدی است.